# Nuna Muñoz
Nuna Muñoz, també anomenada Muniadonna, Múnia o simplement Nuna (ss. IX-X) va ser reina consort de Lleó pel seu matrimoni amb Garcia I.
Pràcticament no es tenen dades sobre aquesta reina consort. Va ser muller de Garcia I de Lleó (910-914), amb qui estava casada el 15 de febrer de 911, tot i que Enrique Flórez opina que és probable que estiguessin casats abans de regnar el monarca. La Crònica Albeldense diu que era filla del comte castellà Munio, a qui Claudio Sánchez Albornoz va identificar amb Munio Núñez de Castella, mentre altres autors l'han identificat com Munio o Nuno Fernández (o Muñoz), governador d'Amaia. La reina consta en diversos documents de dotació de monestirs d'aquells anys. Tanmateix, la matinera mort de Garcia, l'any 914, va deixar-la vídua i, a més, sense arribar a tenir descendència. A partir d'aquest moment no es tenen més dades sobre ella. Hom la volgut identificar amb la mare de Ferran González, teoria inconsistent a causa de la diferència cronològica.